# De schaal van moraal
De schaal van moraal is een stripverhaal uit de reeks van Suske en Wiske. Het werd uitgebracht op 10 september 2016. Een belangrijk deel van de opbrengst ging naar SOS Kinderdorpen.

## Personages
- Suske, Wiske, Schanulleke, Lambik, Jerom, tante Sidonia, professor Barabas, Krimson, handlangers, bewoners Amoras, Zwarte Madam, Achiel

## Locaties
- Het huis van tante Sidonia, Barabas sciences, onderkomen van Krimson, Amoras, dorp, heuvel, kasteel van de tovenaar

## Uitvindingen
- De gyronef

## Verhaal
Tante Sidonia doet vrijwilligerswerk voor een kindertehuis. Suske en Wiske, die hierdoor alleen zijn, vervelen zich en ze verlangen naar Amoras. Tante Sidonia verwaarloost het huis zelfs. 
Suske en Wiske gaan op zolder kijken naar de boeken met foto's over Amoras en dan ontdekken ze een perkament van tovenaar Titius. Hij smeedde een magische spiegel om de wellustige mensen tot inkeer te brengen. De spiegel werkte echter averechts; er ontstond chaos toen hij de spiegel gebruikte. Alleen de goeden van geest kunnen deze spiegel gebruiken en de kinderen vertellen dat ze naar Amoras gaan. Professor Barabas is ook enthousiast en ze reizen met de gyronef naar Amoras. Ze weten niet dat Krimson het laboratorium al maanden bespioneert. Tijdens de vlucht krijgt professor Barabas in de gaten dat ze achtervolgd worden en de gyronef duikt het water in. Suske en Wiske zwemmen naar het eiland en Suske vindt de schaal van moraal in het water. 
Op het strand komt Krimson met handlangers op de kinderen af en hij eist de schaal van moraal op. De bewoners van Amoras worden gedwongen een heuvel op te gaan. Krimson gebruikt de schaal en er ontstaat weer chaos. Iedereen krijgt ruzie en niemand helpt elkaar meer. Krimson heeft iedereen in zijn macht. Suske en Wiske worden opgesloten. Professor Barabas is teruggevlogen met de gyronef en waarschuwt Lambik en Jerom. Tante Sidonia is nog altijd aan het strijken voor het kindertehuis en strijkt ook de kleding van Schanulleke. Lambik en Jerom springen met parachutes uit de gyronef boven Amoras en gaan naar het kasteel van de tovenaar. Ze willen de kinderen bevrijden en gaan naar de kerker. Daar komt een mooie vrouw naar hen toe en ze probeert hen te veranderen met behulp van een spiegel. 
Jerom is opeens een schuchter kereltje en Lambik nog onhandiger dan normaal. Lambik struikelt en komt op de vrouw terecht. Het blijkt de Zwarte Madam te zijn. Suske en Wiske zijn bevrijd uit de kelder en hebben de spiegel te pakken. Ze zien dat Krimson vele exemplaren van het geheime wapen heeft gemaakt. Dan wil Krimson de schaal van moraal op de kinderen gebruiken, maar ze kunnen de straal afketsen en deze beïnvloed de handlangers van Krimson. Hun verborgen leed komt boven en Suske krijgt de schaal van moraal te pakken. Jerom en Lambik komen in een tunnel terecht en in het dorp zien ze dat alle landbouwwerktuigen tot wapentuig wordt omgesmeed. Lambik schiet per ongeluk een kanon af en raakt Krimson in het kasteel. Achiel geeft de bevolking dan de opdracht om de helden te grijpen. Suske en Wiske springen van een klif in de zee waarna ze worden gered door twee dolfijnen.
Ze willen de schaal van moraal met de dolfijnen meegeven, maar dan zien ze professor Barabas. Wiske vraagt professor Barabas de schaal van moraal aan te passen, zodat alleen het goede in mensen boven komt. Professor Barabas vertelt dat hij geen tovenaar is, maar een wetenschapper. Dan komen Lambik en Jerom ook bij de schuilplaats van professor Barabas. Lambik pakt de schaal van moraal, maar struikelt opnieuw. De schaal is uit vorm en blijkt een lachspiegel te zijn geworden. Suske pakt de schaal van moraal en als nazaat van Sus Antigoon beklimt hij de heuvel. De betoverende straal van de schaal van moraal verandert de Vetten en de Mageren en ze beginnen te lachen. Jerom voelt zich weer sterk en Krimson voelt zich een mislukking. Er wordt feest gevierd op Amoras en de vrienden vieren er nog een week vakantie. 
Thuisgekomen is tante Sidonia net klaar met het strijken en ze ziet dat het huis vreselijk vies is. Ze gaat snel aan het schoonmaken. Als Lambik, Jerom en professor Barabas langskomen, helpen ze tante Sidonia en Suske en Wiske met de schoonmaak. Na afloop eten ze gezellig appeltaart.